# Proskura obscura
Proskura obscura är en insektsart som beskrevs av Irena Dworakowska 1981. Proskura obscura ingår i släktet Proskura och familjen dvärgstritar. Inga underarter finns listade i Catalogue of Life.